# 홍콩 화런 천주교 학교

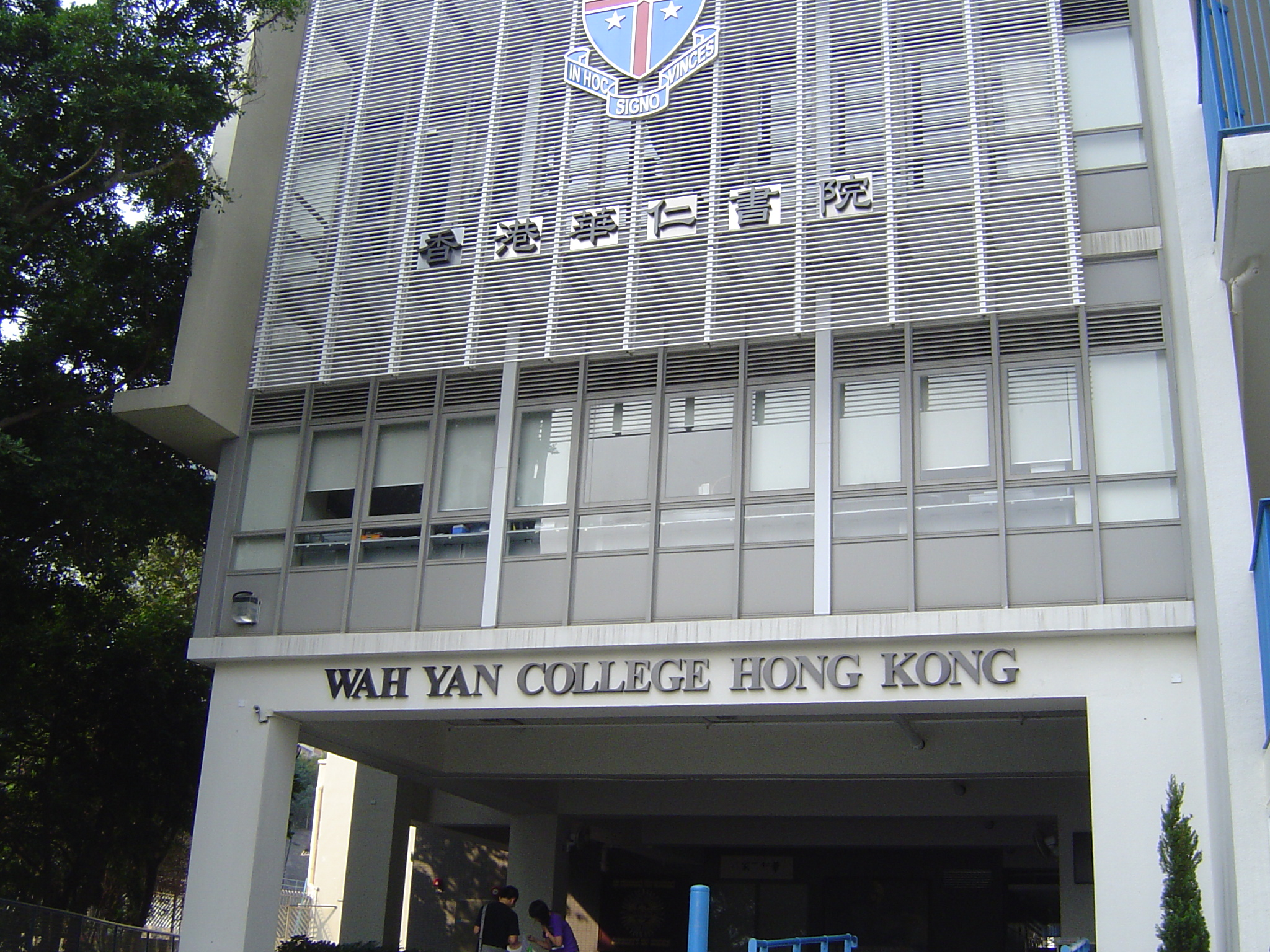
홍콩 화런 천주교 학교

홍콩 화런 천주교 학교(香港華仁天主敎學校, 香港華仁書院)는 중화인민공화국 광둥성 홍콩 특별행정구의 로마 가톨릭 종파 사립 학교이다.

## 교내 연혁과 학교의 역사
중화민국 국민정부 대륙 본토 시대 대총통 쉬스창(徐世昌) 정권 시절이었고 동시에 영국 직할식민지 광둥성 레지널드 에드워드 스텁스(Reginald Edward Stubbs) 홍콩 총독 주둔 관련 외교기 시절이던 1919년 12월 16일, 교황 베네딕토 15세의 관련 지원을 통하여 국민정부 시대 중화민국 대륙 본토 광둥 성 영국 직할식민지 홍콩에서 첫 개교되어 그 이후 1997년 7월 1일을 기하여 홍콩이 중공 대륙 본토에 귀속 반환 조치 처분된 현재에까지 이르고 있는데 이 학교야말로 홍콩에서도 높고 깊은 역사를 자랑하는 로마 가톨릭 계파 사립 국제 학교로도 이름이 높다.